# وینسلو وست (آریزونا)
وینسلو وست (به انگلیسی: Winslow West) یک منطقهٔ مسکونی در ایالات متحده آمریکا است که در آریزونا واقع شده‌است. وینسلو وست ۴۶٫۳۱ کیلومتر مربع مساحت و ۹٬۶۵۵ نفر جمعیت دارد و ۱٬۵۱۹ متر بالاتر از سطح دریا واقع شده‌است.